# Церква Покрови Пресвятої Богородиці (Ланівці, ПЦУ)
Церква Покрови Пресвятої Богородиці в Ланівцях — парафія і храм Лановецького благочиння Тернопільської єпархії Православної церкви України в місті Ланівці Кременецького району Тернопільської области.
Оголошена пам'яткою архітектури місцевого значення (охоронний номер 1607).

## Історія церкви
Згідно з Волинським шематизмом, у 1816 році на місці старої церкви за кошти парафіян збудували кам'яний храм Покрови Пресвятої Богородиці. Дерев'яну дзвіницю звели у 1859 році, а кам'яну — у 1891 році.
У 1937–1938 роках стараннями о. Миколи Малюжицького українські селяни навернулися до православ'я. На жаль, у 1943 році о. Миколу Малюжицького розстріляли у Волинських тюрмах.
Наприкінці 1980-х — на початку 1990-х років благочинний та настоятель Григорій Хом'як разом із парафіяльними священниками освятив багато відновлених та новонасипаних символічних могил і пам'ятних хрестів.
За сприяння о. Григорія Хом'яка за останні двадцять років на Лановеччині освятили п'ять новозбудованих храмів. У двох з них богослужіння проводив Патріарх Київський і всієї Руси-України Філарет.

## Парохи
| Ім'я                      | Роки             | Коротка довідка | Світлини |
| ------------------------- | ---------------- | --- | -------- |
| о. Андрій Каролинський    | 1858—1893        | |          |
| о. Володимир Каролинський | 1893—?           | |          |
| о. Микола Малюжицький     | 1932—1937        | |          |
| о. Василь Москалевич      | 21 грудня 1937—? | |          |
| о. Григорій Хом'як        | 1975—2019        | Народився 4 грудня 1923 року. Влітку 1992 року він зумів переконати майже всіх священників району перейти до УПЦ КП. За своєї пастирської діяльности удостоєний низки нагород: золотий наперсний хрест (1958), сан протоієрея (1966), палиця (1971), хрест з прикрасами (1976), митра (1981), орден святого преподобного Сергія Радонезького (1985), право служіння Літургії при відкритих Царських воротах до слів «Отче наш...» (1995), сан протопресвітера (2002). Помер 19 червня 2019 року. |          |